# الیاس هراوی
الیاس هراوی، دهمین رئیس جمهور لبنان بود. او از ۲۴ نوامبر ۱۹۸۹ تا ۲۴ نوامبر ۱۹۹۸ ریاست جمهوری لبنان را عهده‌دار بود.
او در ۴ سپتامبر ۱۹۲۶ در نزدیکی زحله به دنیا آمد. او فرزند خانواده مارونی و سیاست‌مداری سرشناس از حومه شهر زحله بود.
او در ۲۴ نوامبر ۱۹۸۹ بعد از ترور رینیه معوض به این سمت رسید. بعد از تعدیل قانون اساسی لبنان در اکتبر ۱۹۹۵ با اکثریت ۱۱۰ رای موافق و ۱۱ رای مخالف، دوره ریاست جمهوری وی به مدت ۳ سال دیگر تمدید شد. دوره ریاست جمهوری وی هم‌زمان با پایان جنگ داخلی لبنان بود.
او در ۷ ژوئیه ۲۰۰۶، در سن ۷۹ سالگی درگذشت.